# 酪農学園大学
酪農学園大学（らくのうがくえんだいがく、英語: Rakuno Gakuen University、公用語表記: 酪農学園大学）は、〒069-8501
北海道江別市文京台緑町582番地に本部を置く日本の私立大学。1933年創立、1960年大学設置。大学の略称は「酪農大」・「酪大」・「酪農」・「RGU」。

## 概要
1933年に創設された北海道酪農義塾を起源とする。創立者は日本の酪農業の発展と北海道の開発に貢献し「日本酪農の父」や「北海道開拓の父」と呼ばれた黒澤酉蔵である。単独の私立大学のものとしては日本最大のキャンパスをもつ。
獣医師を養成するための「獣医学科」を持つ全国17大学（うち私立大学は6校）の一つである。なお酪農学園大学では、獣医学部獣医学科とは言われず獣医学群獣医学類と言われている。また食と健康学類の管理栄養士コースは管理栄養士養成施設の一つでもある。
獣医学に関する研究機関でもあり、大学敷地内には酪農学園大学附属動物医療センターがある。
獣医学類は6年制であり、それ以外の学類は4年制である。

## 概観
キリスト教を建学の理念の一つとしている大学で、福音書の神を愛し、隣人を愛すことを最も重要な教えとするイエス・キリストの言葉（マルコによる福音書12章28-34節）に「土を愛する」を加えた三愛精神を掲げている。
また酪農学園大学のもうひとつの建学の精神、健やかな大地が健康な人々を育む「健土健民」の理念は、このキリスト教的なふたつの精神に、「土を愛する」生き方を融合させたこの大学の特質を明瞭に表している。「健土健民」は創立者である黒澤酉蔵の造語である。
毎週火曜日午前10時40分〜12時10分、黒澤記念講堂で礼拝が行われている。
教育は主に動物を扱うことが多く、農業大学の中でも酪農や獣医療に特化した大学である。

## 沿革
- 1933年（昭和8年）10月 - 北海道酪農義塾を設立
- 1942年（昭和17年）3月 - 財団法人興農義塾野幌機農学校の設立認可。興農義塾野幌機農学校（甲種農学校）設立認可
- 1944年（昭和19年）2月 - 北海道酪農義塾を閉塾
- 1948年（昭和23年）
  - 3月 - 興農義塾野幌機農学校が野幌機農高等学校となる
  - 12月 - 野幌高等酪農学校（各種学校、通信教育）設置認可
- 1949年（昭和24年）
  - 9月 - 酪農学園大学部（各種学校）を設立
  - 12月 - 財団法人酪農学園に法人名称変更認可
- 1950年（昭和25年）
  - 3月 - 酪農学園短期大学（酪農科）設置認可。酪農学園大学部を廃止
  - 月不明 - 酪農学園短期大学を開設
- 1951年（昭和26年）2月 - 学校法人に組織変更認可
- 1960年（昭和35年）1月 - 酪農学園大学（酪農学部酪農学科）設置認可
- 1962年（昭和37年）12月 - 大学酪農学部に農業経済学科の設置認可
- 1964年（昭和39年）1月 - 大学酪農学部に獣医学科の設置認可
- 1973年（昭和48年）月不明 - 酪農学園同窓会連合会を発足
- 1975年（昭和50年）3月 - 酪農学園大学大学院獣医学研究科獣医学専攻修士課程設置認可
- 1981年（昭和56年）3月 - 大学院獣医学研究科獣医学専攻博士課程設置認可。大学院酪農学研究科酪農学専攻修士課程設置認可
- 1984年（昭和59年）
  - 12月 - 酪農学園短期大学を北海道文理科短期大学に校名変更認可
  - 月不明 - 黒澤記念講堂が完成
- 1985年（昭和60年）月不明 - 酪農学園短期大学を北海道文理科短期大学に改称
- 1987年（昭和62年）12月 - 大学酪農学部に食品科学科の設置認可
- 1991年（平成3年）3月 - 大学院酪農学研究科に食生産利用科学専攻博士後期課程設置認可
- 1993年（平成5年）12月 - 大学酪農学部食品流通学科の設置認可
- 1995年（平成7年）
  - 3月 - 大学院酪農学研究科フードシステム専攻修士課程設置認可
  - 月不明 - 大学獣医学部獣医学科の設置認可
- 1996年（平成8年）月不明 - 大学獣医学部獣医学科を開設
- 1997年（平成9年）12月 - 大学環境システム学部経営環境学科・地域環境学科の設置認可
- 1998年（平成10年）12月 - 北海道文理科短期大学を酪農学園大学短期大学部に名称変更認可（酪農学科）
- 2001年（平成13年）4月 - 大学酪農学部食品科学科を食品科学専攻と健康栄養専攻に専攻分離
- 2002年（平成14年）12月 - 大学院酪農学研究科に食品栄養科学専攻修士課程及び博士課程設置認可
- 2004年（平成16年）11月 - 大学環境システム学部環境マネジメント学科・生命環境学科の設置届出受理
- 2010年（平成22年）
  - 7月 - 大学環境システム学部経営環境学科の廃止を届出
  - 10月 - 大学農食環境学群循環農学学類・食と健康学類・環境共生学類及び獣医学群獣医学類・獣医保健看護学類の設置届出受理
- 2011年（平成23年）4月 - 大学獣医学部獣医学科の学生募集停止。短期大学部の募集停止
- 2012年（平成24年）10月 - 短期大学部の廃止認可
- 2014年（平成26年）10月 - 大学院獣医学研究科獣医保険看護学専攻修士課程設置認可
- 2015年（平成27年）3月2日 - 東フィリピン大学と学術交流協定を締結[1]
- 2016年（平成28年）
  - 1月 - 大学酪農学部農業経済学科の廃止を届出
  - 3月 - 大学酪農学部食品流通学科の廃止を届出。大学酪農学部食品科学科の健康栄養学専攻の廃止を届出
  - 7月 - 大学環境システム学部地域環境学科の廃止を届出
  - 8月 - 大学酪農学部食品科学科の食品科学専攻の廃止を届出
- 2017年（平成29年）3月 - 大学酪農学部酪農学科の廃止を届出

## 教育及び研究

### 教育
各学類共通で1年生の時に建学原論を学ぶ。建学原論では、創立者の黒澤酉蔵による学園創立までの歴史や、建学の理念と思想を知るとともに、酪農学園大学の時代的使命でもある、農商・食糧生産、生命・環境問題、国際協力等の概要について理解を深める。また、建学の理念を根幹に持ち、様々な分野で活躍している卒業生を講師に招き、建学の理念がどのように実践されているかを学ぶ。それらを通して、建学の精神として掲げる「三愛精神」や「健土健民」の意味を理解し、学生自らが酪農学園大学で学ぶ意義と方向性を見い出し、将来、活躍する社会人としての素養を身につけることを目的とする。

### 組織
2011年度からこれまでの学部体制を廃止し、2学群5学類体制に大きく改編された。

#### 農食環境学群
- 循環農学類
  - 酪農学コース
  - 畜産学コース
  - 農学コース
  - 農業経済学コース
  - 教職コース

循環農学類では、人と自然が共生し、物質やエネルギーが循環するシステムを作る「循環農法」を基本思想に、生産から経営、経済まで農産業のすべてを学ぶ。IT牛舎、農場、畑、放牧地などがある広大なキャンパスを生かし実践的な学びを展開している。講義に加え、土、作物、牛に触れる多彩な実習カリキュラムを用意している。学外のさまざまな人や機関と密接に連携し、新たな視点を身につける。学外に出て現場を知ることによって、将来、生産者や研究者、企業人になったときの実践力を培う。3年次からの専門教育では、酪農学、畜産学、農学、および農業経済学の4コースに分かれて知識と技術を学ぶ。乳牛や肉牛、豚、鶏、羊、馬などの家畜に関する飼養・生体機能・生殖生理、畑作・稲作などの農業生産、さらにはそうした酪農産業に関連する市場や流通などの経済学を学び、教員免許、家畜人工授精師、食品衛生責任者などの資格が取得可能となっている。
- 食と健康学類
  - 食品機能科学コース
  - 食品開発学コース
  - 食品流通学コース
  - 管理栄養士コース
  - 教職コース

食と健康学類では、安心安全な「食品」の製造・加工・流通から健康までの教育・研究を行う。食品全般を理解するため、土から育てた作物が人の体のなかで変化するまで、一連の流れを体験しながら学ぶ。たとえば、1年次には作物栽培や家畜に触れる農業実習で生産現場を体験する。2・3年次にはさまざまな食材の加工などの実習をする。4年次は学内外で専門を研究する。「食」は、安全性やアレルギーの問題、食糧自給率の低下、高齢者向けの食品開発の必要性などさまざまな課題があり、今後も注目される学問分野である。食品に関する栄養性、製造原理、企画開発、市場流通、さらに健康を維持するための知識・技術を学び、教員免許、栄養士、食品衛生管理者、フードスペシャリストなどの資格が取得可能となっている。
- 環境共生学類
  - 野生動物学コース
  - 生命環境学コース

環境共生学類では、地球環境、社会環境の諸問題を科学的に解明し解決する方法を探る。野生の動植物に対して、ひとつの生命として向き合い、すべての自然のつながりを理解する学びを行う。4年間を通して、さまざまなフィールドでの実習・実験・演習を取り入れた実学教育を展開し、複雑な生態系を肌で理解する。情報解析など現場で役立つ実践的なノウハウを身につけ、自然と人が調和・共生する社会の形成に貢献できる人材を育成する。自然環境、野生動物管理、外来生物対策、狩猟、気象、エネルギー、地理情報システム（GIS）といったことに関する知識や技術を学び、教員免許、気象予報士、公害防止管理者、生物分類技能検定、ビオトープ管理士、シカ捕獲認証、狩猟免許などの資格が取得可能となっている。

#### 獣医学群
- 獣医学類

家畜動物や伴侶動物の疾病についての診断・治療・発症過程・予防に関する知識や技術を学ぶ。獣医師、狂犬病予防員、と畜検査員、薬事監視員などの資格が取得可能となっている。
- 獣医保健看護学類

獣医師をサポートし、「診療の補助」として採血、投薬、マイクロチップの挿入、 カテーテルによる採尿等を行うほか、インフォームド・コンセント（説明と同意）など飼い主と獣医師との信頼関係を構築する重要な「かけはし」としての活躍も期待されている専門職の愛玩動物看護師を養成する。なお「診療の補助」は愛玩動物看護師の資格を有する者のみ（獣医師を除く。）が行うことができる独占業務である。今日、獣医療の進歩やペットの多様化などによって、愛玩動物看護師にはより高度な技術や知識が求められており、基礎研究や公衆衛生などの分野でも活躍が期待されているため、1・2年次には獣医学類と同様の専門基礎教育を受け、基礎的なスキルを身につけた上で専門性を深めていく。さらに附属動物医療センターでの実習、犬たちの毎日の世話などを通じて実践力を養う。国家資格である愛玩動物看護師の受験資格などが取得可能となっている。

#### 大学院
- 獣医学研究科
  - 獣医学専攻 博士課程
- 酪農学研究科
  - 食生産利用科学専攻 博士課程
  - 酪農学専攻 修士課程
  - フードシステム専攻 修士課程
  - 食品栄養科学専攻 博士課程
  - 食品栄養科学専攻 修士課程

#### 旧組織体制
- 酪農学部
  - 酪農学科
  - 農業経済学科
  - 食品科学科
  - 食品流通学科
- 獣医学部
  - 獣医学科
- 環境システム学部
  - 生命環境学科
  - 地域環境学科
  - 環境マネジメント学科

#### 短期大学部
酪農学園大学短期大学部は2011年度より学生募集を停止している。

#### 附属機関
- 酪農学園大学附属農場
- 地方農場
  - 元野幌農場（江別市）
  - 望来植林地（石狩市厚田区）
  - 植苗農場（苫小牧市）
  - 福島植林地（松前郡福島町）
  - 別海植林地（野付郡別海町）
- 酪農学園大学附属動物病院（2004年5月設立）
- 酪農学園大学エクステンションセンター（1989年に設立）
- 農業環境情報サービスセンター（2011年設立）

## 構内施設

### キャンパス

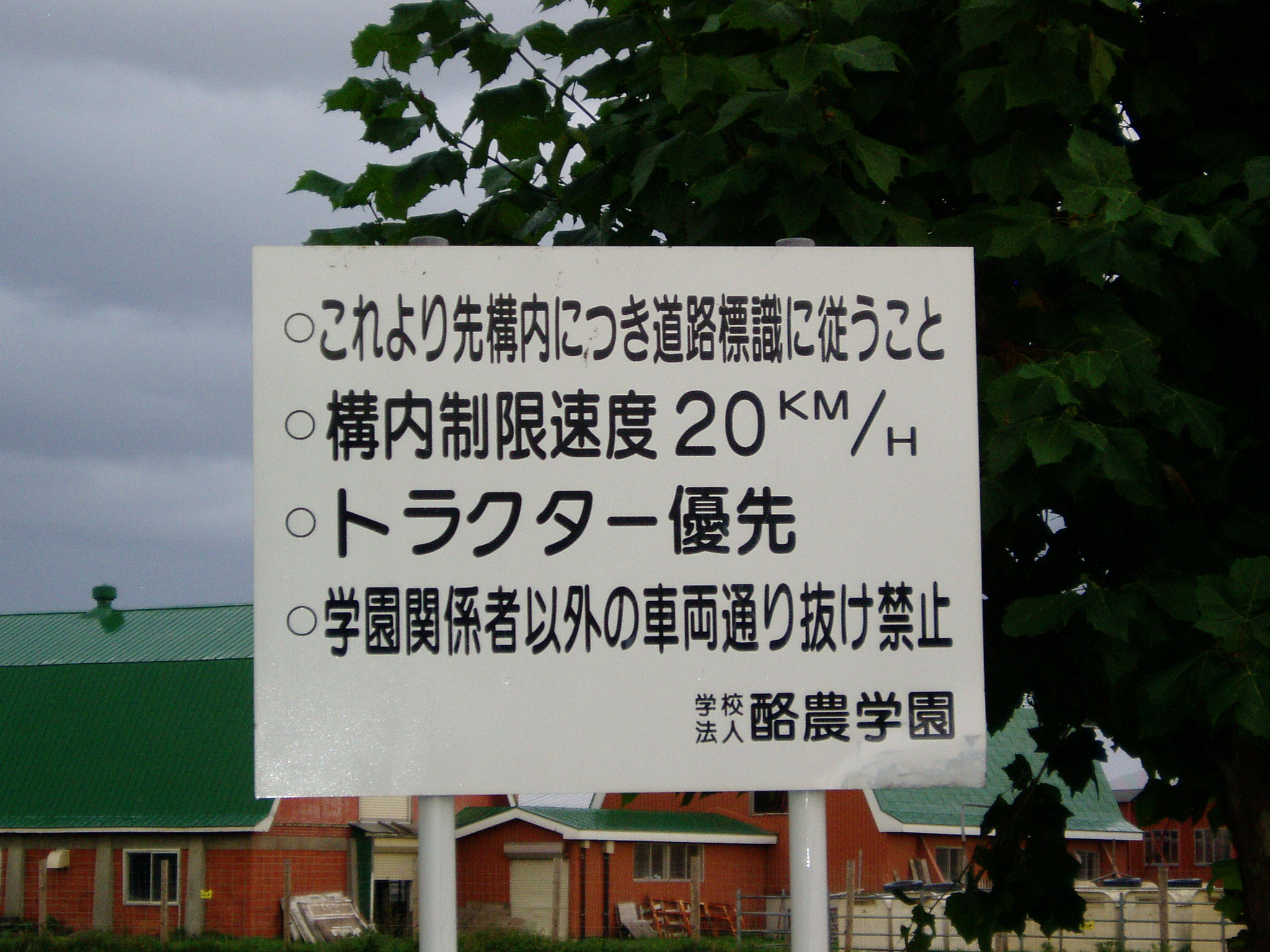
学内の標識

札幌市近郊にあり札幌市の中心部からは30分ほどで行くことができる。江別市の大学、高校、教育研究施設などが立地している文京台およびその周辺地域の良好な環境を保護する文教地区に立地している。
酪農という言葉を大学の名に冠しているとおり、キャンパスは農作地や放牧地が多くを占め、緑あふれる風景が広がっている。この風景は第16回江別市都市景観賞の特別部門にも選ばれている。キャンパスの大きさは本学キャンパスだけでも135ha（東京ドーム28個分以上）東京ディズニーランドと東京ディズニーシーとUSJを合わせた広さに値する大きさである。最寄りの駅（大麻駅）から入口まで徒歩5-10分となっているが、キャンパスが広いため目的の建物に到着するにはさらに徒歩10分ほどの時間がかかる。野幌若葉町側の入口からは徒歩15分ほどかかる。JRバスが国道12号線沿いを走っており、大学構内には夕鉄バスが走っている。
キャンパス内へは一般人は自由に立ち入ることが可能で、犬の散歩をしたり、近所の子供たちが遊んでいたりする光景がみられる。また、キャンパス内に夕鉄バスの停留所も存在する。ただし、牛舎などの飼育施設は衛生面上の問題から一般人は立ち入り禁止となっている。車の通行は20キロを上限とし、夜間は安全上、附属動物医療センターの入口からしか出入りができないよう通行規制が行われている。
大学が野幌森林公園に隣接していることもあって、キャンパス内ではエゾシカ、エゾリスやアカゲラ、キタキツネなどの野生動物が普通に観察できる。
2011年4月からは教職員・学生・外来者全てを対象として、学園敷地内が全面禁煙になっている。

### 附属図書館
大学中央館3階～5階にある。
|        | 通常期間          | 学生休業期間      |
| ------ | ----------------- | ----------------- |
| 平日   | 8:40 am - 8:00 pm | 8:40 am - 5:00 pm |
| 土曜日 | 8:40 am - 5:00 pm |                   |

休館日は日曜日・祝日、大学規定の休日（夏季休業期間、冬季休業期間など）

### 黒澤記念講堂
1984年に建設。入口の外と中に黒澤酉蔵の銅像がある。内部は2階建てで、礼拝や講演会などで使用されることがほとんどである。

### 牛舎
自然のサイクルや環境を壊すことなく持続的に資源を利用できるシステムづくりをめざすのが酪農学園大学が掲げる「循環農法」であり、その理念を最新の情報技術やバイオテクノロジーを使って体現しているのが学園内にある牛舎で「インテリジェント牛舎」と呼ばれている。牛の個体管理ができる自動搾乳システムを導入し、牛のふん尿をバイオガスプラントに送って発酵させて発電し、牛舎の電力をまかなっている。さらに、発酵が終わって無臭化した液体は有機肥料として学園内の牧草畑に撒かれて牛の飼料となる牧草を生産することで、牛→ミルク→ふん尿→エネルギー→肥料→牧草(飼料)→牛という環境負荷のない循環を実現している。牛舎とバイオガスプラントを見学に、毎年多くの酪農関係者が訪れる。

### 健身館・健音館
健身館は柔道や剣道など格技系のための4階建てのサークル施設。1階から3階の中心には3つの武道場を備え、各階には体育系サークル専用部室を配置。酪農学園大学の活発なスポーツ活動を支えている。ロッカールームやシャワー室、洗濯スペースなども完備している。
健音館は音楽・演劇サークルの課外活動拠点。部室やライブスペースをはじめ、気兼ねなく練習できる防音室、よさこいソーランや演劇の練習ができる3つの練習場、ピアノ練習室等を備えている。

### 寮
男子寮「希望寮」と女子寮「清温寮」がある。寮は1年生の時に入寮でき独特の規則がある。男子寮は4人部屋と1人部屋が、女子寮は4人部屋、2人部屋、1人部屋がある。1人部屋は男子が4年生から、女子が3年生から利用できる。寮生の大半が道外出身の学生である。

## 附属動物医療センター
酪農学園大学では、他の獣医大学同様キャンパス内に附属動物医療センター（動物病院）が設置されている。
附属動物医療センターの総診療件数は、年間31,000件以上と非常に多い。犬や猫などの伴侶動物は約10,000件で、酪農王国・北海道らしく牛や馬などの大動物は約20,000件にものぼるのが特徴。この附属動物医療センターは2016年4月に臨床獣医学教育研究棟を増築し、医療センターにはコンピュータ断層撮影（CT）や核磁気共鳴画像法（MRI）など最新設備が配置され、獣医学生は幅広い動物診療の実際を体験しながら獣医臨床分野教育と学術研究を実施している。また、診療施設、入院棟、教育研究施設、環境汚染物質・感染病原体分析監視センター、野生動物医学センターなどからなる建物群の施設規模は「日本国内の獣医師養成大学の中で最大規模」である。動物診療はもとより、動物の疾病予防・健康増進等の指導、獣医師の卒業後教育、地域社会の動物愛護運動の啓発・協力などに積極的に取り組む獣医療の拠点となっている。

## 北海道立動物愛護センター（基幹センター）、愛称：あいにきた
酪農学園大学では、大学キャンパス内に北海道立動物愛護センターが設置（2024年4月）されている。
木造平屋建て176.6㎡（事務所84.6㎡、飼育舎55.5㎡、ドッグラン45㎡）。主な業務は、犬猫の収容・譲渡であり、保健所で一定期間収容された犬猫を引き取り、治療やしつけを施して、新たな飼い主へ譲渡する取り組を進める。普及啓発は、動物愛護の考え方を広く道民に普及啓発を進める。関係機関との連携は、北海道の動物愛護の拠点としての役割を果たすため、酪農学園大学や関係団体などと連携を進める。施設の特徴は、動物福祉に配慮（犬猫が快適に過ごせる飼育環境を確保（ドッグランも併設）、環境に配慮（高気密、高断熱、太陽光発電、蓄電施設の導入により、環境に配慮した施設）されている。

## 学生生活

### サークル活動
酪農学園大学では44の体育会系サークルと31の文化系サークルがあり、大学の特色を生かした馬術部や肉牛研究会、中小家畜研究会、乳牛研究会などがある。体育会系サークル、文化系サークルには部室が与えられていることが多い。

### 大学祭
毎年7月に大学祭での白樺祭がある。各サークルや研究室が屋台などを出している。白樺祭ではヒツジに触れたり、ウマと触れ合うことができるが、牛舎などの飼育施設の立ち入りは衛生面上禁止されている。

## 入学試験

### 難易度
酪農学園大学の獣医学群獣医学類は北海道の私立大学の中で最難関として知られ、一般入試の現役合格率は20-30%である。大学入試センター試験利用の合格者得点率は85％前後以上を必要とする。その他にも獣医学群獣医保健看護学類や管理栄養士コースは人気が高い。

### 定員
獣医学群　計170人  獣医学類120人  獣医保健看護学類50人
農食環境学群　計530人  循環農学類240人  食と健康学類170人   環境共生学類120人

## 国家試験合格率
獣医師国家試験合格率は約85％－約95％（全国平均75％－90％）
管理栄養士国家試験合格率は約97-100％と極めて高い（全国平均は約45-60％）

## 対外関係

### 地方自治体との協定
- 標茶町
- 西興部村
- 占冠村
- 洞爺湖町
- 滝上町
- 旭川市
- 浜中町
- 遠軽町
- 湧別町

### 他大学との協定
- 放送大学[2]
- 北海道情報大学
- 大学eラーニング協議会
- 札幌圏大学・短期大学間単位互換協定

（酪農学園大学・北星学園大学・札幌学院大学・札幌大学・東海大学札幌キャンパス・北翔大学・札幌国際大学・藤女子大学・札幌国際大学短期大学部・北星学園大学短期大学部・北翔大学短期大学部）

### 海外との協定
- 国立嘉義大学(台湾)
- デンマーク農業科学研究所（デンマーク）
- コペンハーゲン大学（デンマーク）
- ワルシャワ農業大学（ポーランド）
- ハノーヴァー獣医科大学（ドイツ）
- アルバータ大学（カナダ）
- サスカチュワン大学（カナダ）
- オハイオ州立大学（アメリカ）
- コーネル大学（アメリカ）
- フィンドレー大学（アメリカ）
- モンタナ州立大学（アメリカ）
- 東フィリピン大学（フィリピン）
- 国際農業研究評議グループ国際家畜研究所（ケニヤ）
- カセサート大学（タイ）

### その他との協定
- 円山動物園
- 旭山動物園
- 北海道立食品加工研究センター
- 財団法人札幌市公園緑化協会
- 公益財団法人知床財団
- 札幌グランドホテル

## 系列校
- 酪農学園大学短期大学部
- 酪農学園大学附属とわの森三愛高等学校

## 大学関係者と出身者
- 酪農学園大学の人物一覧